# Osvaldo Cavandoli
Osvaldo Cavandoli, kendt under sit kunstnernavn Cava, (født 1. januar 1920, død 3. marts 2007), var en italiensk animator og tegneserietegner. Hans vel nok mest kendte værk i Danmark, er tegnefilmene La Linea, som blev vist i dansk tv første gang i 1970'erne.
Osvaldo Cavandoli blev født i Maderno sul Garda ved Gardasøen i Italien, men flyttede som to-årig med familien til Milano, hvor han senere blev udnævnt til æresborger. Fra 1936 til 1940 arbejdede han som teknisk designer ved Alfa Romeo.
I begyndelsen af 1940'erne fik han interesse for animation og tegneserier, og i 1943 begyndte han at arbejde sammen med tegneren Nino Pagot, som senere skabte figuren Calimero. Fra 1950 til 1958 arbejdede han selvstændigt som instruktør og producent af dukkefilm. Osvaldo Cavandoli blev verdenskendt for figuren La Linea, der var en simpel stregfigur, som blev skabt i 1969. I 1978 tilkom figuren Sexlinea og i 1988 kom Eroslinea.
La Linea høstede priser ved flere internationale filmfestivaler, og blev vist på tv i mere end 40 lande.